# Región de Rabat-Salé-Kenitra
Rabat-Salé-Kenitra (en árabe: الرباط - سلا - القنيطرة‎; en francés: Rabat-Salé-Kenitra; en lenguas bereberes: ⴻⵕⵕⴱⴰⵟ-ⵙⵍⴰ-ⵈⵏⵉⵟⵔⴰ, romanizado: Eṛṛbaṭ-Sla-Qniṭra) es una de las doce regiones de Marruecos desde la reorganización territorial de 2015.

## Historia
Rabat-Salé-Kenitra se formó en septiembre de 2015 al fusionar Rabat-Salé-Zemur-Zaer con la región de Garb-Chrarda-Beni Hsen.

## Administración y política

### Presidente
El presidente en la región es Abdessamad Sekkal (PJD).[actualizar] Obtuvo 49 escaños de 74 en las elecciones de 2015, por 25 de su adversario Omar Bahraoui.

### Consejo regional
El consejo regional tras las elecciones municipales de 2015[actualizar] está dominado por el PJD.

### Valí
El valí de la región desde el 13 de octubre de 2015[actualizar] es Abdelouafi Laftit.

### División administrativa
La región de Rabat-Salé-Kenitra está compuesta por tres prefecturas y cuatro provincias:
- la prefectura de Rabat
- la prefectura de Salé
- la prefectura de Sjirat-Temara
- la provincia de Kenitra
- la provincia de Jemisset
- la provincia de Sidi Kacem
- la provincia de Sidi Slimane

## Clima
El clima es mediterráneo con influencia oceánica en las ciudades costeras, y netamente mediterráneo en el interior.

## Ciudades

### Kenitra
Tercera ciudad más importante de la región de Rabat-Salé-Kenitra, situada sobre la ribera sur del río Sebou. 

### RabatySalé
Rabat y Salé están situadas en la costa atlántica. La primera es la capital de Marruecos.

### Temara
Ciudad costera que cuenta con siete playas y está bañada por el río Ikkem. Es una ciudad dormitorio para muchas personas empleadas en Rabat. Tiene la mayor fábrica de cemento de la región.

## Demografía
La región tiene una población de 4 580 866 habitantes, que supone el 13,5% de la población de Marruecos..

## Transporte
La red ferroviaria conecta numerosas estaciones:
- Estación de Temara
- Estación de Rabat-Agdal
- Estación de Rabat-Ciudad
- Estación de Salé-Ciudad
- Estación de Salé-Tabriquet
- Estación de Bouknadel
- Estación de Kenitra-Ciudad
- Estación de Kenitra-Medina
- Estación de Sjirat
- Estación de Bouznika
- Estación de Sidi Kacem
- Estación de Mechra Bel Ksiri
- Estación de Souk el Arbaa du Gharb
- Estación de Sidi Yahia du Gharb
- Estación de Sidi Slimane